# Tomasz Sadziński
Tomasz Sadziński – polski dyplomata, ambasador RP w Katarze (od 2025).

## Życiorys
Tomasz Sadziński ukończył studia na kierunku stosunki międzynarodowe na Uniwersytecie Warszawskim (2003) oraz kurs dyplomatyczno-konsularny w Akademii Dyplomatycznej Ministerstwa Spraw Zagranicznych (2005). Absolwent podyplomowego studium zarządzania Uniwersytetu Warszawskiego (2011) oraz Postgraduate Diploma in Diplomatic Studies (2011–2012) w ramach Foreign Service Programme na Uniwersytecie Oksfordzkim.
W ramach pracy w MSZ przebywał między innymi na placówkach przy NATO w Brukseli (2003–2004), w Kuwejcie (2005–2009) i w Dosze początkowo jako konsul RP, a następnie zastępca szefa placówki (2018–2022). W centrali MSZ pełnił między innymi funkcje zastępcy dyrektora w Departamencie Współpracy Ekonomicznej (od listopada 2022), odpowiadając za wspieranie wymiany gospodarczej Polski z partnerami w Europie Wschodniej, Azji Środkowej, Azji i Pacyfiku, Afryce i na Bliskim Wschodzie, współpracę instytucjonalną resortu, m.in. z Polską Agencją Inwestycji i Handlu oraz z Ministerstwem Rozwoju i Technologii.
W październiku 2024 objął kierownictwo Ambasady RP w Dosze jako chargé d'affaires a.i., a od czerwca 2025 jako Ambasador Nadzwyczajny i Pełnomocny Rzeczypospolitej Polskiej w Państwie Katar.
Żonaty, ojciec trójki dzieci. Zna biegle język angielski i niemiecki oraz posługuje się francuskim.